# Nashvillezanger
De nashvillezanger (Leiothlypis ruficapilla; synoniem: Vermivora ruficapilla) is een zangvogel uit de familie Parulidae (Amerikaanse zangers).

## Verspreiding en leefgebied
Deze soort telt 2 ondersoorten:
- L. r. ridgwayi: zuidwestelijk Canada en de westelijke Verenigde Staten.
- L. r. ruficapilla: zuidelijk en zuidoostelijk Canada en de noordoostelijke Verenigde Staten.